# 傅桐生

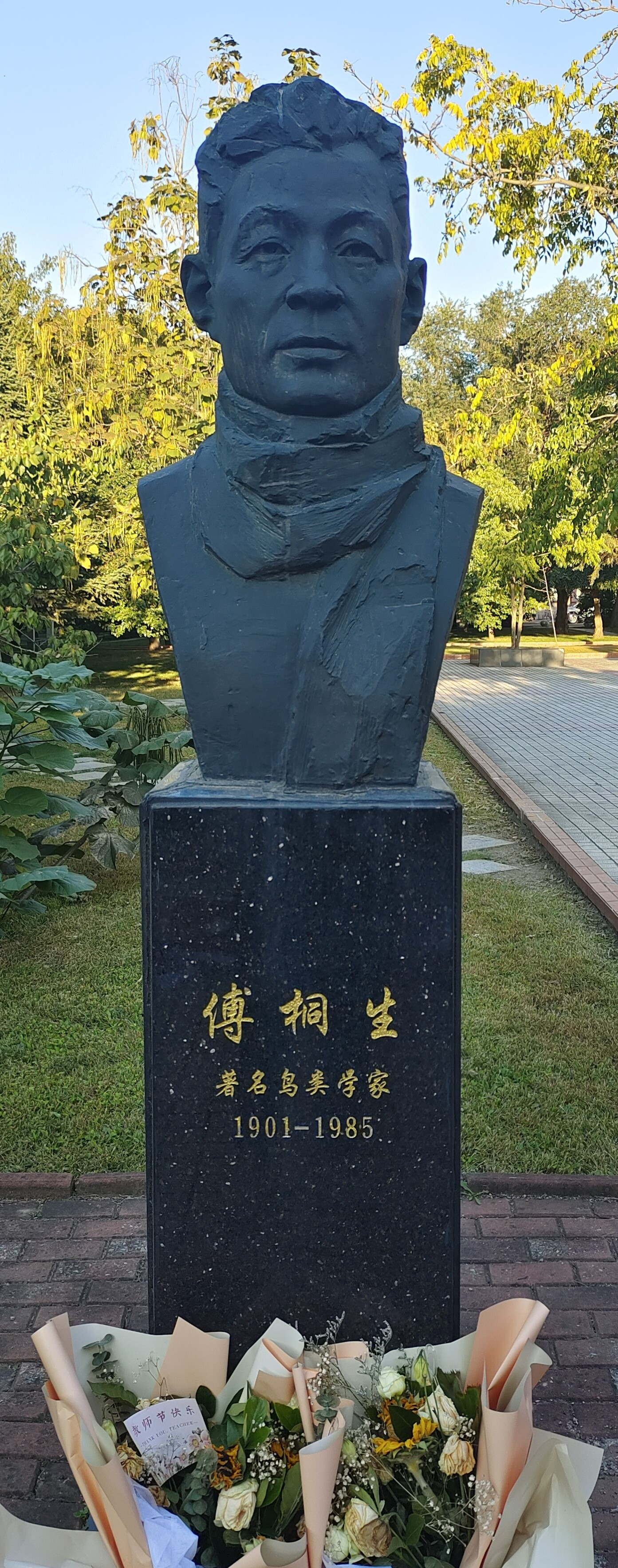
傅桐生塑像，位於東北師範大學

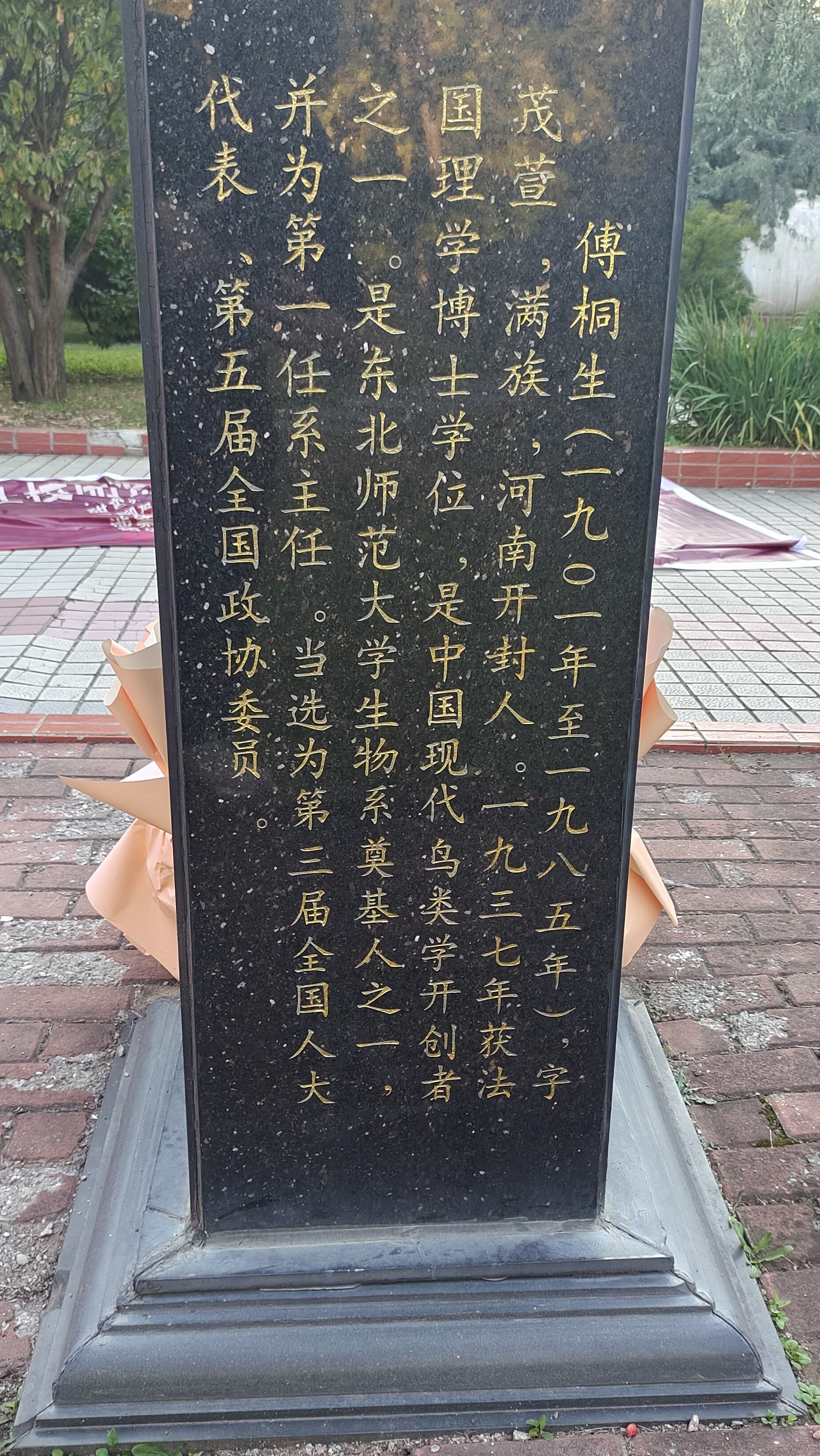
傅桐生塑像碑陰所刻傳文，位於東北師範大學

傅桐生（1901年—1985年），字茂萱，男，满族，河南开封人，中国动物学家、鸟类学家，中国鸟类学研究的开拓者之一。曾任东北师范大学生物系教授兼系主任，中国鸟类学会副理事长，第三届全国人大代表、第五届全国政协委员。

## 主要学术著作
- 《鸟类分类及生态学》，傅桐生，高等教育出版社，1987年，ISBN 9787040000641
- 《中国动物图谱: 鸟类》，寿振黄、傅桐生（编者：郑作新），科学出版社，1987年
- 《中国动物志：鸟纲，第十四卷，雀形目 （文鸟科 雀科）》，傅桐生、宋榆钧、高玮等，科学出版社，1998年